# سكوت بيترز (كاتب)
سكوت بيترز (بالإنجليزية: Scott Peters)‏ هو كاتب سيناريو ومنتج تلفزيوني ومخرج أمريكي، ولد في القرن العشرين.

## وصلات خارجية
- سكوت بيترز على موقع IMDb (الإنجليزية)
- سكوت بيترز على موقع قاعدة بيانات الفيلم (الإنجليزية)
- سكوت بيترز على موقع كينوبويسك (الروسية)